# Врховац Соколовачки
Врховац Соколовачки (хрв. Vrhovac Sokolovački) је насељено место у општини Соколовац, Копривничко-крижевачка жупанија, Хрватска.

## Историја
До територијалне реорганизације у Хрватској био је у саставу старе општине Копривница.

## Становништво
У попису становништва из 2011. године, Врховац Соколовачки је имао 65 становника.
| Број становника према пописима | Број становника према пописима | Број становника према пописима | Број становника према пописима | Број становника према пописима | Број становника према пописима | Број становника према пописима | Број становника према пописима | Број становника према пописима | Број становника према пописима | Број становника према пописима | Број становника према пописима | Број становника према пописима | Број становника према пописима | Број становника према пописима | Број становника према пописима |
| ------------------------------ | ------------------------------ | ------------------------------ | ------------------------------ | ------------------------------ | ------------------------------ | ------------------------------ | ------------------------------ | ------------------------------ | ------------------------------ | ------------------------------ | ------------------------------ | ------------------------------ | ------------------------------ | ------------------------------ | ------------------------------ |
| 1857                           | 1869                           | 1880                           | 1890                           | 1900                           | 1910                           | 1921                           | 1931                           | 1948                           | 1953                           | 1961                           | 1971                           | 1981                           | 1991                           | 2001                           | 2011                           |
| 45                             | 57                             | 62                             | 96                             | 123                            | 94                             | 91                             | 155                            | 59                             | 66                             | 81                             | 72                             | 54                             | 64                             | 62                             | 65                             |

Напомена: До 1900. исказивано под именом Врховац.

### Попис1991.
У попису становништва из 1991. године, насељено место Врховац Соколовачки је имало 64 становника, следећег националног састава:
| Попис 1991.‍ | Попис 1991.‍ | Попис 1991.‍ | Попис 1991.‍ | Попис 1991.‍ |
| ----------- | ----------- | ----------- | ----------- | ----------- |
|             |             |             |             |             |
| Хрвати      | Хрвати      |             | 20          | 31,25%      |
| Југословени | Југословени |             | 19          | 29,68%      |
| Срби        | Срби        |             | 16          | 25,00%      |
| Муслимани   | Муслимани   |             | 9           | 14,06%      |
| укупно: 64  |             |             |             |             |

### Попис1910.
| Врховац Соколовачки                              | Врховац Соколовачки                                       |
| ------------------------------------------------ | --------------------------------------------------------- |
| језик                                            | вера                                                      |
| укупно: 94 Српски 88 (93,61%) Хрватски 6 (6,38%) | укупно: 94 Православци 88 (93,61%) Римокатолици 6 (6,38%) |